# Kapelusz kardynalski

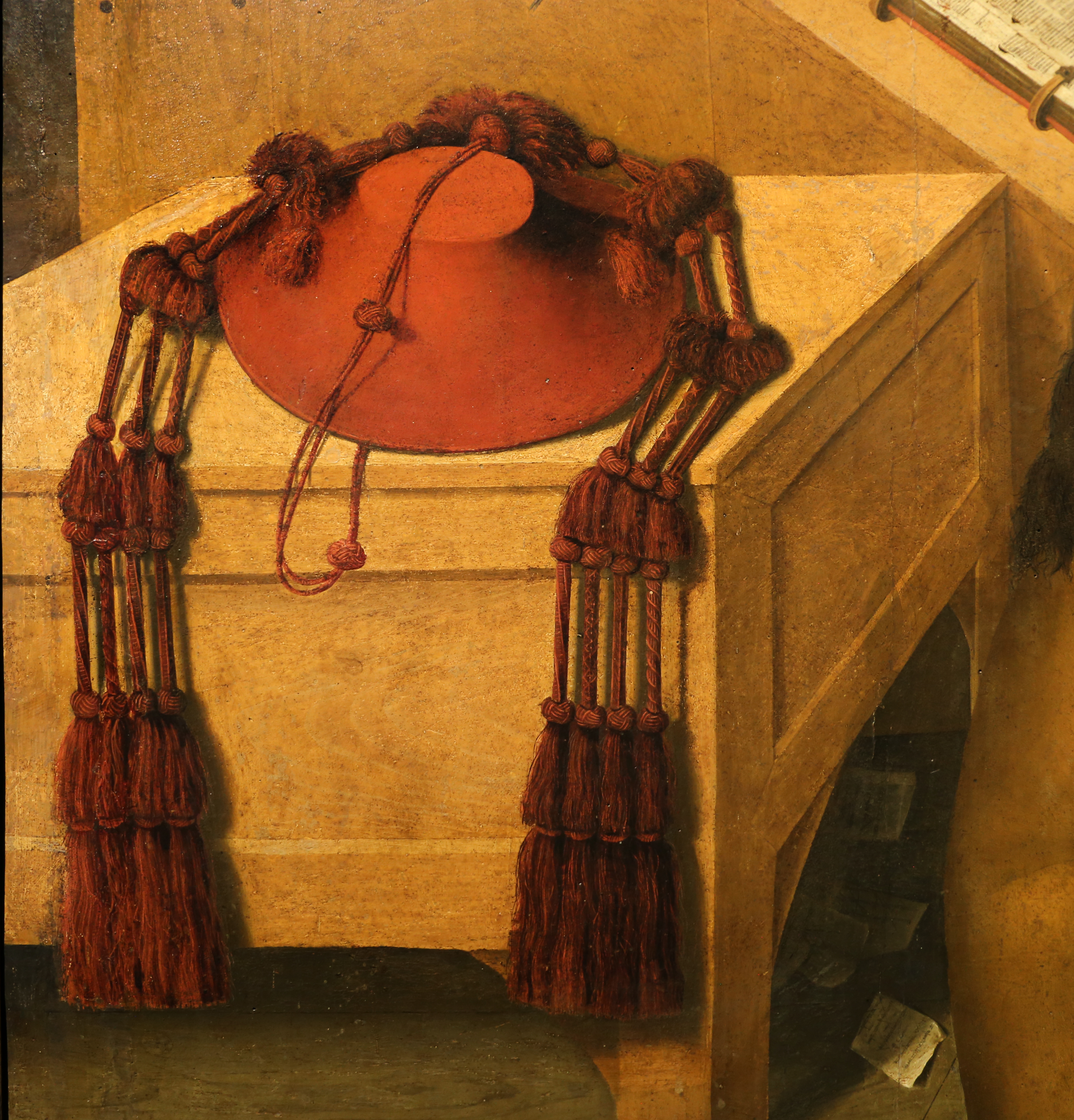
Kapelusz kardynalski, detal z obrazu Święty Hieronim w pracowni

Kapelusz kardynalski (wł. galero) – kapelusz z szerokim rondem, ozdobiony sznurami z chwostami, oznaka godności kardynalskiej.
W 1245 papież Innocenty IV jako pierwszy wyróżnił 13. nowo mianowanych kardynałów czerwonymi jedwabnymi kapeluszami, o małej okrągłej główce i szerokim płaskim rondzie. Kapelusze ozdobione umieszczonymi symetrycznie po bokach sznurami, z których każdy zakończony 15 chwostami (wł. Fiocchi), początkowo przysługiwały jedynie kardynałom i były używane w szczególnie uroczystych momentach – nadania godności kardynalskiej i konklawe. Od XVI w. stanowią stały element herbu kardynałów.
Od XVI w. pojawiają się kapelusze w innych barwach i o innej liczbie chwostów dla oznaczenia innych godności i urzędów kościelnych.
Od pontyfikatu Pawła VI niestosowane już jako nakrycie głowy, pozostały głównym elementem oznaki godności w heraldyce kościelnej, głównie Kościoła rzymskokatolickiego i Kościołów obrządku wschodniego. W heraldyce kościelnej katolickiej i anglikańskiej czarny kapelusz z pojedynczymi chwostami używany jest w herbach zwykłych prezbiterów.